# Антьє Леендерце
Пані Антьє Лендерце (нім. Antje Leendertse; 7 березня 1963, Мерс) — німецька дипломатка. Постійний представник Німеччини при Організації Об'єднаних Націй у Нью-Йорку (з 2021)

## Життєпис
Народилася 7 березня 1963 року в місті Мерс. У 1989 році отримала ступінь магістра середньовічної та новітньої історії, романських мов, економіки та філософії в Кельнському університеті.
З 1990 року розпочала підготовчу службу до вищої закордонної служби, у 1992 році була направлена до Федерального міністерства закордонних справ. Після роботи у відділі середземноморських країн у політичному відділі Федерального міністерства, з 1993 по 1997 рр. працювала в посольстві в РФ та з 1997 по 1999 рр. у відділі політики ООН у Федеральному відомстві закордонних справ.
Протягом своєї кар'єри пані Лендерце обіймала низку керівних посад у Федеральному міністерстві закордонних справ, включаючи посла та уповноваженого федерального уряду з питань роззброєння та контролю озброєнь (2014—2015); Посол і спеціальний представник у Східній Європі, Кавказі та Центральній Азії (2012—2014); і керівник відділу для Західних Балкан (2009—2012). Вона також була заступником голови місії в посольстві Німеччини в Гельсінкі, Фінляндія, з 2007 по 2009 рік. Вона також працювала в посольстві Німеччини в Лондоні з 2005 по 2006 рік.
Після повернення вона була головою відділу західних Балкан у Федеральному міністерстві закордонних справ з 2009 по 2012 рік, а потім уповноваженим у справах Східної Європи, Кавказу та Центральної Азії у Федеральному міністерстві закордонних справ з 2012 по березень 2014 року. З березня 2014 по березень 2015 була уповноваженою федерального уряду з питань роззброєння та контролю над озброєннями у Федеральному міністерстві закордонних справ. Тоді вона була заступником спеціального представника федерального уряду з питань головування в ОБСЄ/головою робочої групи з головування в ОБСЄ у 2016 році. З лютого 2017 року по квітень 2018 року була послом і постійним представником Федеративної Республіки Німеччина при Відділенні Організації Об'єднаних Націй та інших міжнародних організаціях у Женеві.
У квітні 2018 року — Міністр Хайко Маас призначив її політичним директором МЗС ФРН. З 22 березня 2019 була призначена постійним державним секретарем.
З вересня 2021 року призначена постійним представником Німеччини при ООН у Нью-Йорку.